# 18-й піхотний полк (Японська імператорська армія)
18-й піхотний полк (яп. 第18連隊, 歩兵第十八聯隊) — піхотний полк Імператорської армії Японії. Його позивний і код підрозділу були Грім-3219 (яп. 雷3219). Підрозділ був сформований у 1884 році і базувався в місті Тойохаші як відділення гарнізону Нагоя. Протягом усієї історії більшість його солдатів походили з регіону Мікава або східної префектури Аічі.
У полку вперше з'явилась можливість взяти участь у японсько-цінській війні в 1894 році, а у 1904 році він знову був задіяний у російсько-японській війні, де брав участь у декількох важливих битвах. За період з 1928 по 1936 рік полк перебував у Китаї, де брав участь у двох військових операціях. Проте, більшу частину часу його солдати були на гарнізонній та окупаційній службі.
З початком японо-китайської війни (1937-1945) полк взяв участь у Шанхайській битві, а пізніше брав участь у значних військових кампаніях у центральній частині Китаю. У 1944 році 18-й полк був направлений на Тихоокеанський театр у складі 29-ї дивізії. По дорозі на Сайпан транспортне судно «Сакіто Мару», яке перевозило полк, було торпедовано та затонуло. Більше половини солдат полку затонуло, однак тих, хто вижив, вдалося врятувати та доставити на Сайпан. Деяких військовослужбовців довелося залишити позаду, але більшу частину полку було направлено на Гуам та підготовлено до відбиття будь-яких спроб американського вторгнення. Члени 18-го полку брали участь як у битві за Сайпан, так і в битві за Гуам. В обох боях майже всі солдати 18-го полку загинули. Кілька солдат пережили участь у масовій банзай атаці, але як бойова одиниця полк припинив існування, а ряди не поповнювалися.
Після битви на Сайпані один офіцер полку, капітан Сакае Оба, відзначився тим, що взяв під свою опіку декількох солдат та більше 200 цивільних осіб, які вижили після битви. У грудні 1945 року Оба та його люди здалися в полон, хоча це сталося три місяці після офіційного закінчення Другої світової війни.

## Рання історія
Три батальйони 18-го піхотного полку були створені в Нагої, і отримали свої прапори 15 серпня 1884 року  До 1886 року штаб-квартира полку була перенесена в Тойохаші, після цього більшість його новобранців походили з цього міста та навколишнього регіону Мікава східної префектури Аічі. У згідно з реорганізацією армії в травні 1888 року була організована 3-тя дивізія, передали під її командування 18-й піхотний полк.
Бойове хрещення полку відбулося у 1894 році коли той брав участь у Першій японсько-китайській війні (1894–1895). У 1904 році полк знову задіяний для російсько-японської війни. Полк брав участь у битвах при Наньшані, Те-Лі-Су, Ташічяо, Шахо, Паньлуншані та інших місцях.
У 1907 році полк був переданий з 3-ї дивізії до 15-ї дивізії японської імперської армії.
У 1925 році 15-та дивізія була розформована наказом військового міністра Угакі Кадзусіге в рамках заходів економії під час адміністрації Като Такаакі, а полк повернуто до 3-ї дивізії.
У травні 1928 року полк був розгорнутий для захисту японських інтересів на фоні північної експедиції Чана Кайші Цзинаньському інциденті , а потім служив гарнізоном у Тяньцзіні, Китай. У лютому 1933 року полк брав участь в операції «Некка». В результаті цього раннього зіткнення між китайськими та японськими військами Внутрішня Монголія була поміщена в контрольовану Японією Маньчжурську державу. У 1934 році полк ніс гарнізонне чергування в Маньчжурії. У 1936 році полк повернувся до Японії в Тойохаші.

## Друга японо-китайська війна
З початком війни після інциденту на мосту Марко Поло (Луґоуцяо) 18-й полк отримав наказ про мобілізацію в серпні 1937 року  Полк висадився та взяв участь у битві за Шанхай, а потім продовжив надавати допомогу в битві за Нанкін. На початку грудня приблизно на півдорозі між Шанхаєм і Нанкіном полк перетнув Янцзи, почавши атаку з Цзяньїня на південному березі на Цзінцзян на протилежному березі. Полк займав ці два міста до 9 березня 1938 року.
У травні 1938 року полк брав участь у битві під Сюйчжоу. Пізніше того ж року був залучений до участі в операції Ханькоу в рамках великої битви за Ухань. У 1939 році він брав участь у битві на річці Сян, у першій битві за Чанша, а також у менших діях у цьому районі. У 1940 році 18-й полк брав участь в операції Ічан і операції на річці Хань, обидві в провінції Хубей.
У липні 1942 року командування 18-м полком було передано від 3-ї дивізії до 29-ї дивізії. Тоді полку було наказано служити гарнізоном у Хайчені, на той час у провінції Шеньян, яка нині є частиною провінції Ляонін.  До початку 1944 року більшість північної частини Китаю, формально, вважалась безпечною для японського гарнізону, і багато підрозділів було перекинуто на різні острови Тихого океану, щоб утримувати напружену лінію оборонних позицій. До лютого 1944 року 29-й дивізії, яка складалася з 18-го, 38-го і 50-го піхотних полків, було наказано мобілізувати і підготуватися до дій на Тихому океані.

## Тихоокеанський фронт
З Маньчжурії 18-й піхотний полк і його сестринські полки вирушили до Кореї, де вони сіли на чотири транспортні судна в Пусані. Конвой супроводжувався трьома есмінцями типу Югумо 31-го дивізіону есмінців: Асасімо, Кісінамі та Окінамі, і спочатку був відправлений на контрольований Японією острів Сайпан. 29 лютого 1944 року транспортне судно Сакіто Мару з полком було вражено торпедою, випущеною з американського підводного човна, USS Trout (SS-202), на північний схід від Сайпана. Транспорт затонув, забравши з собою життя 2200 із 3500 чоловік, серед яких був командир полку полковник Монма Кентаро. Також на транспорті було втрачено кілька танків і більшість техніки полку. Три ескортні міноносці конвою скинули глибинні бомби, що потопили підводний човен американців, після врятувавши тих, хто вижив із затонулого транспорту. На Сайпан було змогли прибути близько 1800 військовослужбовців полку.

### Сайпан
Після реорганізації два батальйони недостатньо оснащеного 18-го полку були перевезені на Гуам у травні 1944 року; однак близько 600 солдатів 1-го батальйону довелося залишити на Сайпані. Ці війська під командуванням капітана Масао Кубо приєдналися до гарнізону острова , хоча майже всі були вбиті під час битви за Сайпан у червні та липні 1944 року  Після бою капітан Сакае Оба взяв на себе керівництво деякими солдатами та матросами, які пережили бій, а також цивільними особами, які шукали захисту та направлення. Група налічувала близько 300 людей та знайшла прихисток у печерах та невеликих селах в джунглях. Вони уникали захоплення американськими морськими піхотинцями, які проводили пошук та переслідування, та зуміли вижити до 1 грудня 1945 року, коли вони погодилися здатися.

### Гуам

Карта битви за Гуам (1944).

У березні 1944 року командир 29-ї дивізії генерал-лейтенант Такеші Такашіна висадився на Гуамі та прийняв загальне командування всіма військовими частинами для оборони острова. Готуючись до неминучого вторгнення союзних сил на Гуам, основна частина 18-го полку була розташована на горі, кожна рота була розгорнута для прикриття можливих пунктів висадки на підтримку оборонної стратегії острова. 21 липня 1944 року почалася американська десантна операція. Незважаючи на запеклий опір, сили армії та морської піхоти Сполучених Штатів до ночі розчистили два плацдарми, що розташувалися на півострові Ороте на західному узбережжі острова, тоді як захисники або контратакували, або продовжували обстрілювати американські позиції з кулеметів, артилерії та мінометів.
24 липня командний штаб японських військ на Гуамі отримав повідомлення з Токіо «захистити Гуам будь-якою ціною». Генерал Такашина розробив план атаки, щоб вибити 3-ю дивізію морської піхоти, яка займала висоту в Асані, на північ від півострова Ороте. Атака Такашіни була узгоджена зі спробою прориву японських військ, які опинились у пастці на півострові. 18-й полк, який був реорганізований у три батальйони, мав стати одним із основних підрозділів для штурму американських позицій. Два батальйони мали атакувати 21-й полк морської піхоти, а інший батальйон мав атакувати фланг 9-го полку морської піхоти. Метою було скористатися 800-метровим розривом між двома полками, прорватися через американські лінії та захопити висоту, тоді як інші підрозділи здійснювали атаку на морських піхотинців або направлялися до пляжів з підривними зарядами, щоб знищити будь-які боєприпаси або схованки з припасами, залишені американськими військами.
У ніч на 25 липня за наказом командира дивізії ритуально спалили прапор 18-го піхотного полку в очікуванні повного знищення полку.

#### Перший батальйон
Відразу після півночі 1-й батальйон 18-го полку атакував центр 22-ї дивізії морської піхоти. Ветерани битви пізніше повідомляли, що в той час як багато японських солдатів мали гвинтівки, а їхні офіцери - мечі, деякі японці мали при собі ножі, вила або багнети, прикріплені до довгих палиць, які використовувалися як списи. Просуваючись по відкритій місцевості, вони потрапляли під вогонь американської артилерії, мінометів і кулеметів, поки не відступили в мангрове болото. Артилерія продовжувала обстрілювати болота, відбиваючи подальші атаки з цього напрямку.

#### Другий батальйон
Японська головна атака була розпочата приблизно о 03:00 26 липня. Напад 2-го батальйону 18-го полку під командуванням майора Маруями Чуси вразив центр 21-ї морської піхоти і став ареною найвідчайдушнішого рукопашного бою за всю ніч. Батальйон атакував кулеметним і артилерійським вогнем, намагаючись досягти морської піхоти. Прориваючись крізь лінії, люди Маруями вийшли в прогалину між двома паралельними грядами ланшавту, що вела вниз до пляжу. Морські піхотинці були готові до такого розвитку подій, і японці зіткнулися з кількома танками Шерман. Не маючи жодної протитанкової зброї, японські війська не змогли завдати шкодити жодному танку і, проходячи повз них, продовжували рух вниз. Ті війська, які не змогли досягти прогалини, перегрупувалися та атакували іншу точку на лінії морської піхоти та билися рукопашну, до виснаження особового складу.

#### Третій батальйон
3-й батальйон 18-го полку, очолюваний майором Юкіокою Сецуо, він зміг використати розрив між лініями 9-го та 21-го морських піхотинців і сильно просунувся до полкового командного пункту (КП) морської піхоти поблизу пляжу. Під час боїв Японці майже вдалося захопити КП, але їхню атаку, яку очолював Юкіока, зупинили завдяки відчайдушному захисту морської піхоти, підтриманої артилерією та мінометами. Один із підрозділів 3-го батальйону зміг зіткнутись з районом штабу 3-ї дивізії морської піхоти та атакував його. Японцям не вдалося захопити позиції тоді, коли всі наявні морські піхотинці, включаючи кухарів, клерків, лікарів і деяких поранених, приєдналися до бою, перш ніж дві роти бойових інженерів прибули, щоб підтримати захисників. Інженери контратакували, і до світанку японські солдати були поранені або мертві; багато втекло вгору по долині річки Нідуал. Інженери переслідували відступаючі сили, та протягом дня повідомляли про те, як багато японців вчиняли самогубства безпрецедентним методом: коли японський солдат відмовився від втечі, і захоплення здавалося неминучим, він витягнув шпильку своєї гранати, помістив її на голову, а потім накрив шоломом гранату й чекав неминучого.
Після ночі 26 липня стало очевидно, що атака з метою висунення американських позицій була неуспішною, так само як і спроба прориву на півострові Ороте. Генералу Такашині також було ясно видно, що перемога на Гуамі буде неможливою через величезні втрати особового складу, керівництва, а також зброї з моральним духом. Такашина вирішив, що всі війська, що залишилися, повинні втекти вглиб острова, щоб перегрупуватися та продовжити партизанську кампанію, щоб завдати якомога більшої шкоди американським військам. Під час боїв попередньої ночі більшість людей 18-го полку було вбито в бою  разом із їхнім командиром, полковником Хікосіро Охаші. До кінця 26 липня 1944 року 18-й піхотний полк втратив боєздатність.

## Пам'ять
Головний меморіал 18-му піхотному полку розташований у міському парку Тойохаші. Також є пам'ятники на островах Сайпан і Гуам, оплачені асоціацією ветеранів полку.